# Viktor Martin Otto Denk
Viktor Martin Otto Denk (* 22. März 1853 in Schaching; † 9. Januar 1918 in Regensburg) war ein deutscher Schriftsteller und Redakteur. Er wurde auch unter dem Pseudonym Otto von Schaching bekannt.

## Leben und Wirken
Der Sohn eines Fabrikverwalters besuchte das Gymnasium in Metten und Regensburg. Er war nach dem Abschluss des Schullehrerseminars in Straubing Volksschullehrer in Vilshofen, wo er während des Kulturkampfes entlassen wurde. 1872 wurde er Schriftleiter der „Katholischen Lehrerzeitung“.
In Rom war er später Lehrer am österreichischen Hospiz Collegio Teutonico di Santa Maria dell’Anima. Dann studierte er an den Universitäten Breslau und München Philologie und Geschichte und wurde zum Dr. phil. promoviert. Als Redakteur eines politischen Blattes erhielt er eine Gefängnisstrafe und ging anschließend als Lehrer nach England. Nach längeren Reisen war er seit 1888 Lehrer am Cassianeum in Donauwörth (→Ludwig Auer) und nebenher Schriftleiter der Tageszeitung „Regensburger Anzeiger“, der Jugendzeitschrift „Efeuranken“ und 1898–1911 der Familienzeitschrift „Deutscher Hausschatz“. 1910 gründete er die katholische Monatsschrift „Der Aar“ und leitete sie bis 1913. Denk wurde zum königlichen bayerischen Rat ernannt.
Denk verfasste patriotische und historische Schriften sowie Unterhaltungsliteratur zu volkstümlichen und historischen Themen (z. B. 1896 „Bayerntreue. Historische Erzählung aus dem 18. Jahrhundert für das Volk und die gereifte Jugend“). Er betätigte sich auch als Übersetzer und veröffentlichte literatur- und sprachwissenschaftliche Studien. Aufgrund seiner Einführung in die Geschichte der altcatalanischen Litteratur wurde er 1890 zum korrespondierenden Mitglied der königlichen Akademie der Wissenschaften in Barcelona ernannt. Vom bayerischen König wurde er mit der Goldenen Ludwigsmedaille für Wissenschaft und Kunst ausgezeichnet.

## Schriften (Auswahl)
- Einführung in die Geschichte der altkatalanischen Literatur, München 1893
- mit Josef Weiß: Unser Bayerland. Geschichte volkstümlich dargestellt. Allgemeine Verlagsgesellschaft, München 1906.